# Hauptfeuerwache (Lübeck)
Am 21. Mai 1906 ist, kurz nachdem die Baulichkeiten des Johanneums in Benutzung genommen wurden, der Gebäudekomplex der „neuen“ Hauptwache als letzte der drei neuen Anlagen auf dem einstigen Terrain des Johannisklosters seiner Zweckbestimmung übergeben worden.

## Geschichte

Spritzenhaus

### „erste“ Hauptwache
Im Jahre 1855 wurde die „alte“ Hauptfeuerwache, das sogenannte Spritzenhaus, in der Breiten Straße 61a erbaut. Dort erfuhr es im Laufe der Jahre, wenn auch nicht im Äußeren, durch die fortschreitende Entwicklungen der Feuerlöscheinrichtungen bedingte Wandelungen. Insbesondere die 1898 erfolgte Bildung der lübeckischen Berufsfeuerwehr veranlasste einen erheblichen Ausbau des Gebäudes, damit deren Räumlichkeiten den notwendigsten neuen Anforderungen gerecht werden konnten.
Die Lage des Spritzenhauses auf der höchsten Erhebung im Mittelpunkt der Stadt war seinerzeit der Stadt ideal gewählt worden. Jedoch wandelten sich diese Vorteile durch die sich stetig ändernden Verhältnisse im Laufe der Zeit in erhebliche Mängel um. Ihnen kam eine immer größere Bedeutung zu und machten letzten Endes eine Verlegung der Hauptfeuerwache unumgänglich.
Einer dieser Mängel war die Möglichkeit zu einer schnellen Alarmierung. Die aus drei Toren bestehende Ausfahrt war an dem belebtesten und zugleich engsten Teil der Straße gelegen. Die Stallungen befanden sich am Alten Schrangen. Die Pferde mussten von dort erst geholt werden. Danach waren sie rückwärts durch das entsprechende Tor hereingeführt worden, bevor sie vor das betreffende Einsatzfahrzeug gespannt werden konnten.
Als die Feuerwehr aus dem Gebäude verzogen war, nutzte man es anderweitig. Im Zuge der Niederlegung der Schrangen wurde es 1928 abgebrochen.

### „neue“ Hauptfeuerwache

#### Lageort
Die Anlage wurde erbaut nach den Plänen des Baudirektors Baltzer und des Bauinspektors Diedrich Meyer unter der Beratung durch den Baupolizeiinspektor Branddirektor Eugen Deditius, die spezielle Bauleitung oblag dem Architekten Schowell.
Da ein Grundstück, das den modernen Anforderungen entsprochen hätte, inmitten der Stadt zu teuer gewesen wäre, wählte der Staat das etwas abseits gelegene, aber bereits angekaufte Grundstück Fleischhauerstraße Nr. 91 für den Neubau seiner Feuerwache aus. Auf dem Grundstück stand eine Dampfmühle des Handlungshauses Henry Martens (vorher Rothe) zwischen der Fleischhauerstraße, Bei St. Johannis und einer neuen im Zuge der Straße An der Mauer errichteten neuen Straße.
Gemäß dem Rats- und Bürgerbeschluss vom 19. September 1904 wurde der Lübecker Feuerwehr das Grundstück für 177.000 Mark vom Finanzdepartement der Verwaltungsbehörde für städtische Gemeindeanstalten überlassen. Als Baukosten für das Hauptgebäude und den Steigerturm, sowie für den Umbau des Mühlen- und Wohngebäudes, sowie für die Nebenanlagen waren 251.000 Mark bewilligt worden. Für die Einrichtung, Ausstattung und Ausrüstung der neuen Räumlichkeiten einschließlich der neu eingerichteten Telegraphenzentrale waren 43.400 Mark zur Verfügung gestellt worden.
Der Baumeister Ed. Stapelfeldt begann am 4. Juli 1904 mit dem Abbruch von St. Johannis, dem Kloster für Jungfrauen, an der Straße Bei St. Johannis. Im Herbst fing auf dem jetzt parzellierten Terrain die Bauausführung an. Durch Streiks der Bauarbeiter wurde diese für fünf Monate unterbrochen und erst zu Ostern 1906 vollendet.

#### Gebäudekomplex

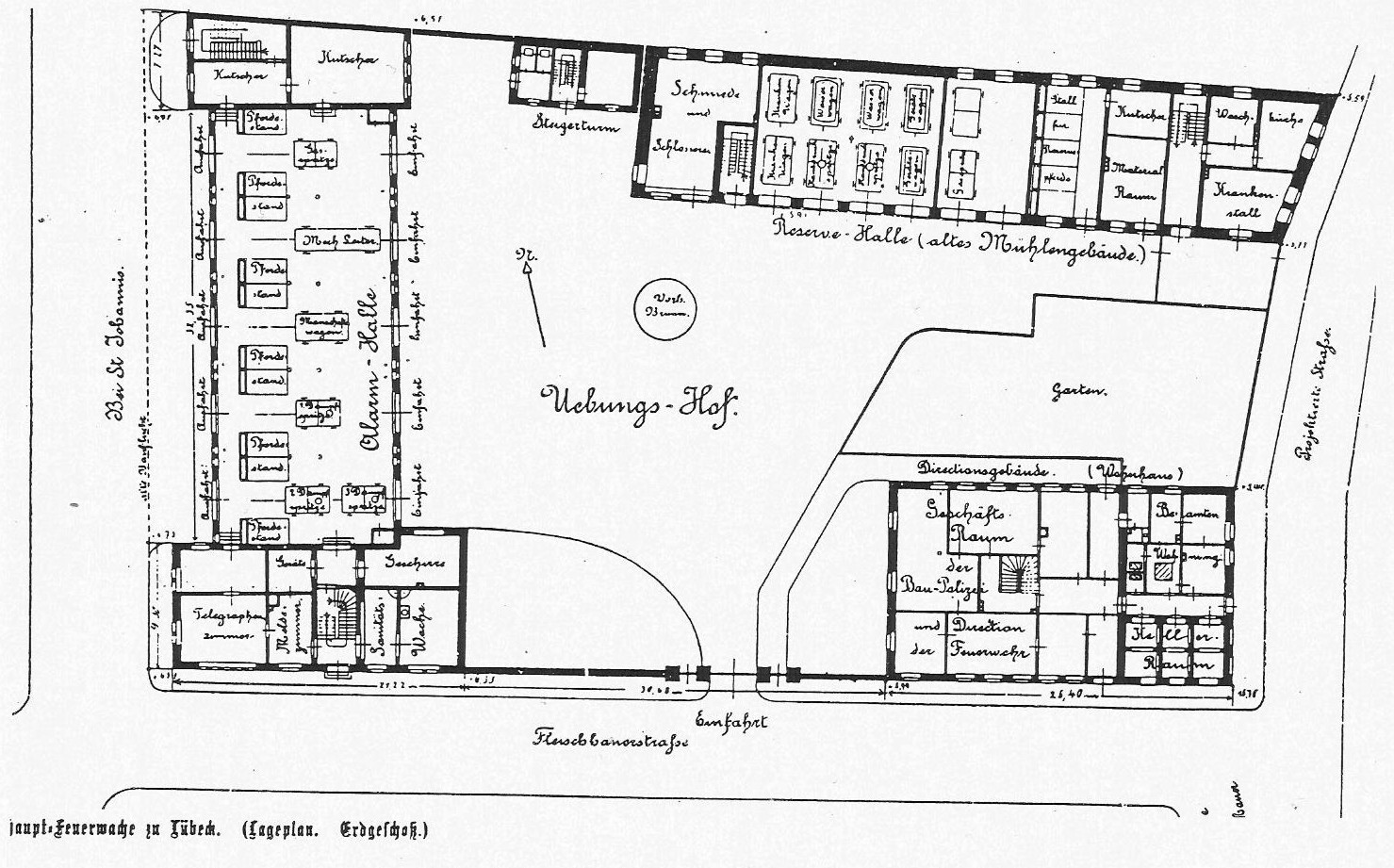
Lageplan: Erdgeschoss

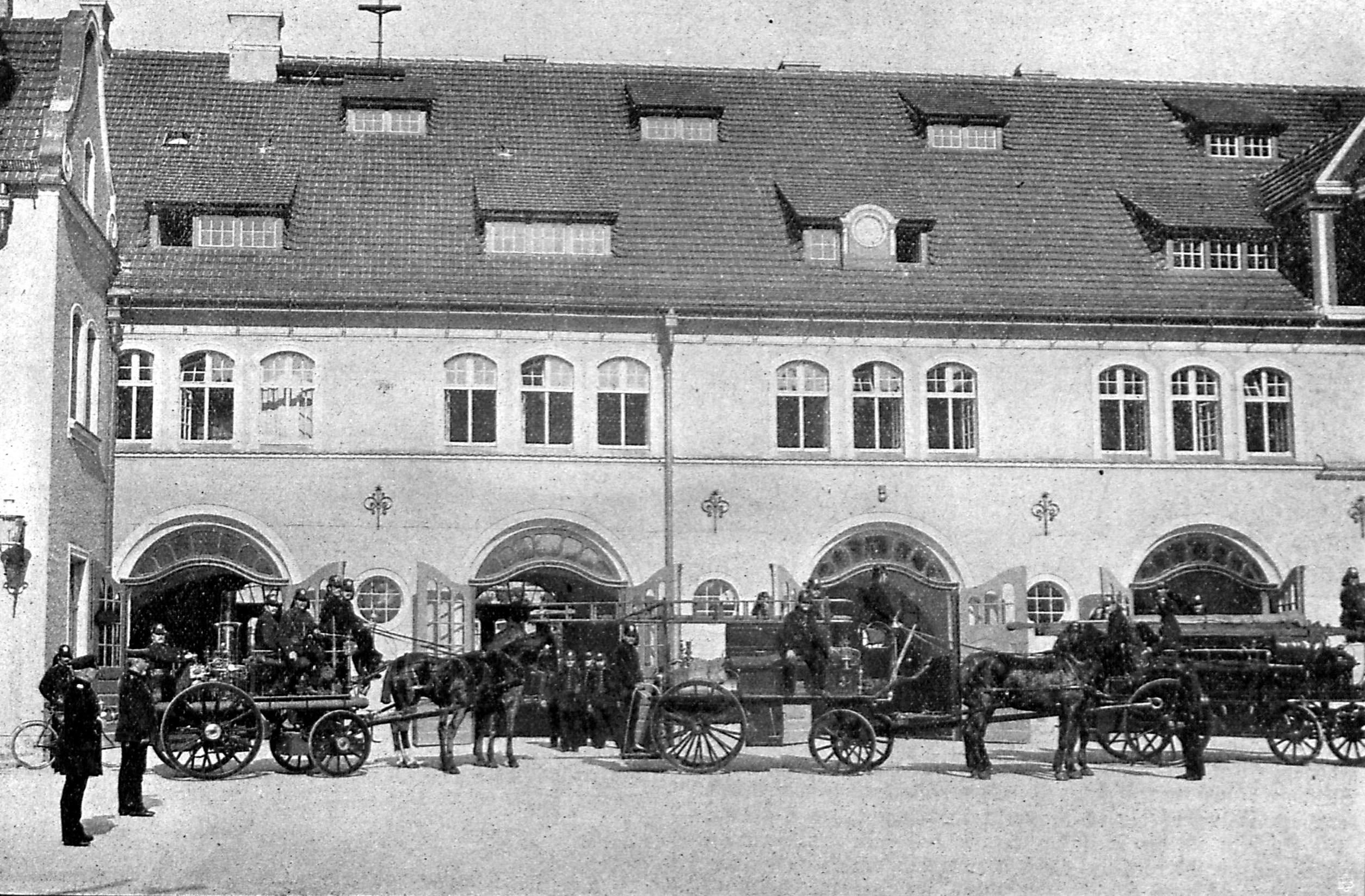
Feuerlöschzug (1906)

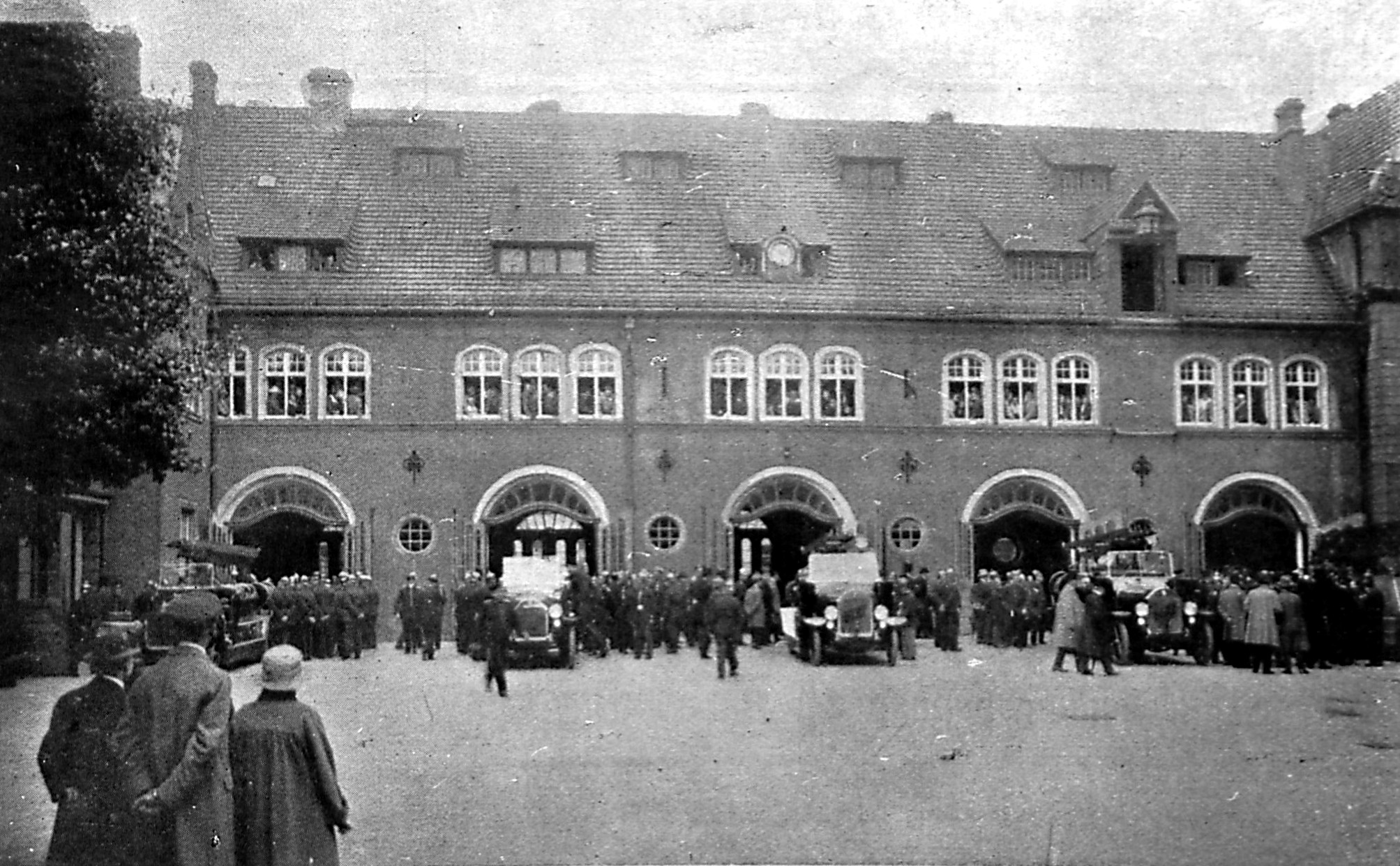
Ausfahrt der Motorspritzen zum 25-jährigen Bestehen der Lübecker Berufsfeuerwehr

Der Gebäudekomplex bestand aus mehreren Gebäuden, die um einen Übungshof herum aufgestellt waren.
1. Hauptgebäude
2. Steigerhaus
3. Reserve-Halle (altes Mühlengebäude)
4. Direktionsgebäude

Die Gestaltung der Feuerwache war von Beginn an so gewählt, dass sie eine zukünftige Einführung von Automobil-Löschzügen jederzeit ermöglichte. Bereits 1904 wurde in den Vaterstädtischen Blättern darauf verwiesen, dass sie bei fortschreitender Technik sicherlich wirtschaftlich vorteilhafter sein werden.
Der Umzug in das neue Gebäude, der mit einer Ansprache des Branddirektors Baupolizeiinspektor Deditius in der neuen Wache feierlich endete, fand am 21. Mai 1906 statt. Die Reservefahrzeuge waren schon Tage zuvor überführt worden.
Der südliche Anlagenteil des 91er Grundstücks wurde 1909 parzelliert. Der Direktionsteil mit der im zweiten Obergeschoss liegenden Wohnung des Baudirektors erhielt die Nummer 95, das daneben gelegene Wohnhaus die Nr. 97. Die Stadt verlieh im gleichen Jahr dem Baudirektor den Titel eines Baurats.
Mit der Zeit änderten sich die mechanischen und technischen Einrichtungen der Wache. Mit der Automobilspritze begann der Wandel vom Pferde- zum Automobilbetrieb. Gleichfalls begann der Wandel von der Dampfspritzen- zur Gas- und Motorspritzeneinrichtung. Dieses Fahrzeug bewährte sich kurz darauf bei den auf Brandstiftung beruhenden Großbränden des Karstadtgebäudes oder des Holzlagers der Holz-Großhandlung W. Brüggmann.
Zu Beginn des Ersten Weltkriegs beschenkte der Lübecker Senat sein Regiment mit einem Automobil. Als per Gesetz solche Geschenke untersagt wurden, führte man das Fahrzeug zurück und gliederte es in den Fahrzeugpark der heimischen Feuerwehr ein.
Am Sonntag, den 1. Mai 1923 beging man das 25-jährige Bestehen der Lübeckischen Berufsfeuerwehr unter der Leitung des Vorsitzenden der Feuerlöschbehörde, Senator Fritz Mehrlein, feierlich in der Hauptwache. In seiner Jubiläums-Festrede zum im Turnsaal der Wache stattfindenden Festakt ging Branddirektor Grunwald, der seit dem Tod seines Vorgängers dessen Position bekleidete und schon Jahre vorher als Brandinspektor für die Weiterentwicklung der Einrichtungen sorgte, auf die positive Entwicklung des Brandschutzes in der Stadt ein. So sei die Häufigkeit von Großbränden rapide gesunken.
Im Jahre 1942 war die Lübecker Feuerwehr bei dem Luftangriff auf die Stadt jedoch überfordert. Mehrere Bomben hatten die Hauptwasserleitung der Stadt außer Funktion gesetzt. Als der Dom am darauffolgenden Tag in Brand geriet und teilweise ausbrannte, hatte die Feuerwehr mit Wasser aus dem angrenzenden Mühlenteich das in ihm befindliche unbezahlbare Triumphkreuz von Bernt Notke retten können.
Wie bei der ersten Wache, kam auch hier der Zeitpunkt, an dem der Gebäudekomplex den an ihn gestellten Anforderungen nicht mehr gerecht werden konnte. So waren zu Beginn der Bauarbeiten für die neue Sporthalle des Johanneums, dessen heutige Grundfläche die des einstigen Steigerhauses, der Reservehalle, dem Direktionsgebäude und dem danebenliegenden Wohnhaus mit einschließt, nur noch Teile des Hauptgebäudes besetzt. 1982 wurden auch diese verlassen und in das Johanneum integriert.
Erst 1984, als sie in die „Feuerwache 1“ an der Stockelsdorfer Straße bei der Ausfahrt der BAB-1-Anschlussstelle Lübeck-Zentrum zog, endete für die Feuerwehr das Provisorium.

##### Hauptgebäude

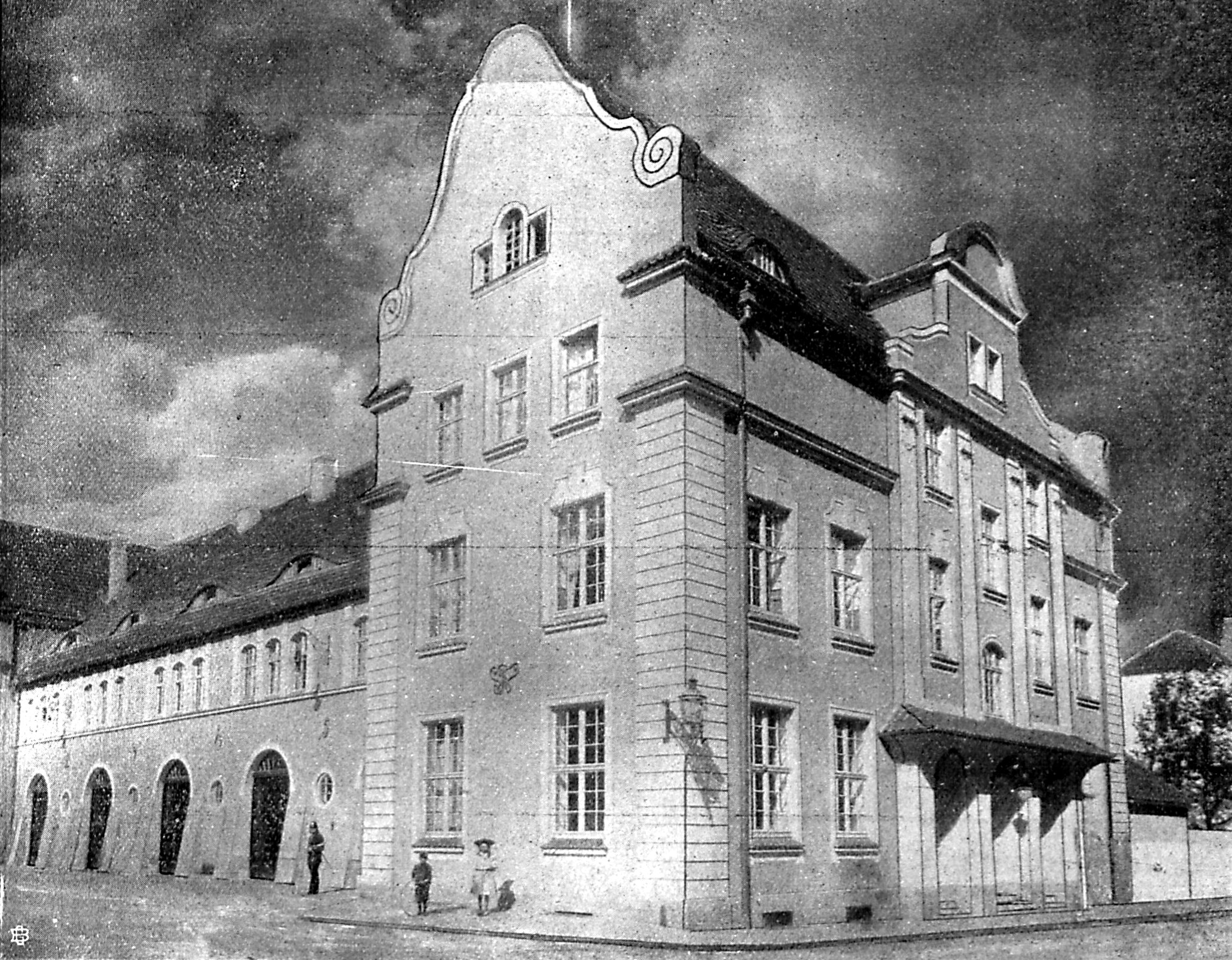
Hauptfeuerwache

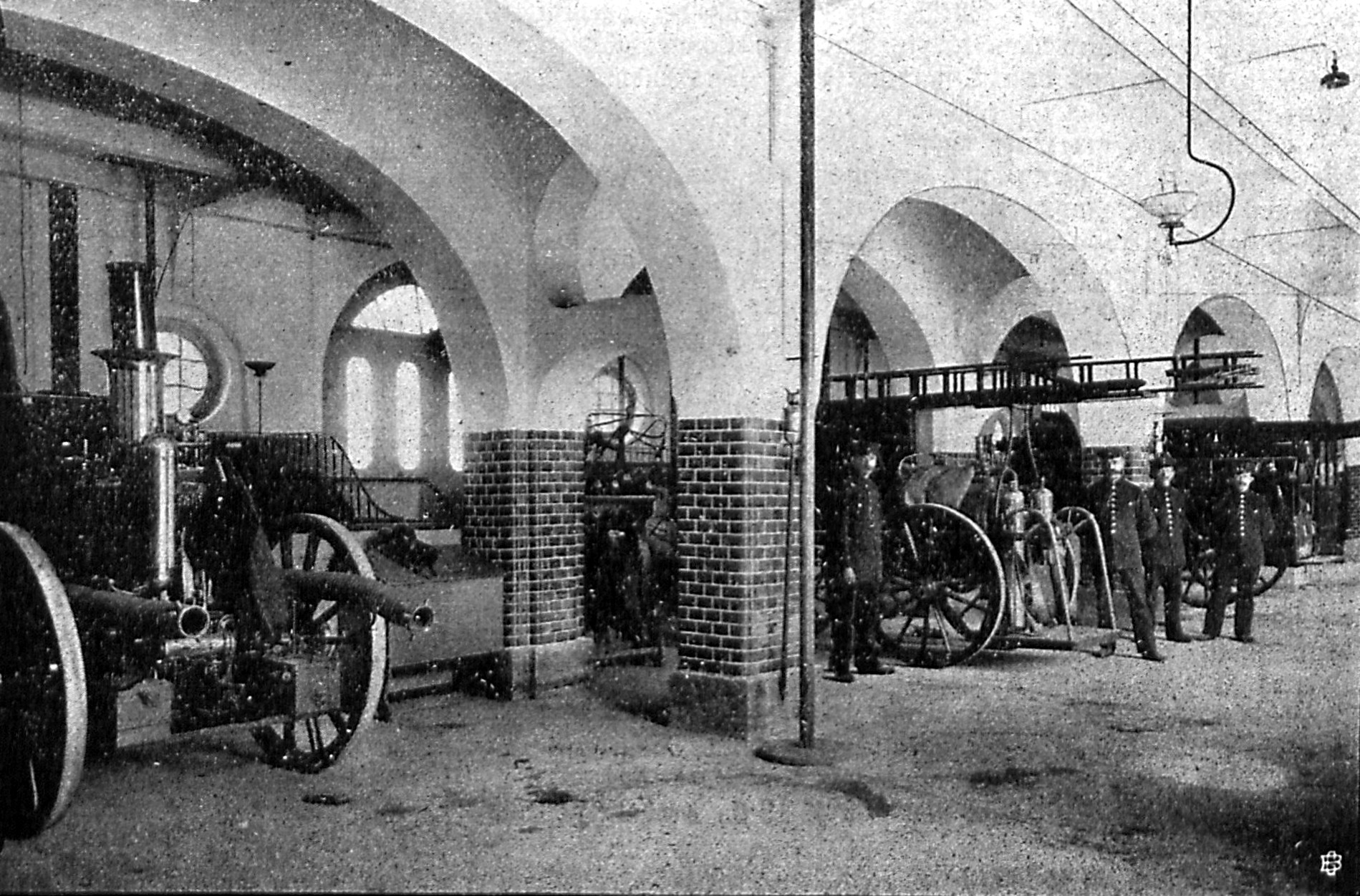
Blick in die Alarmhalle

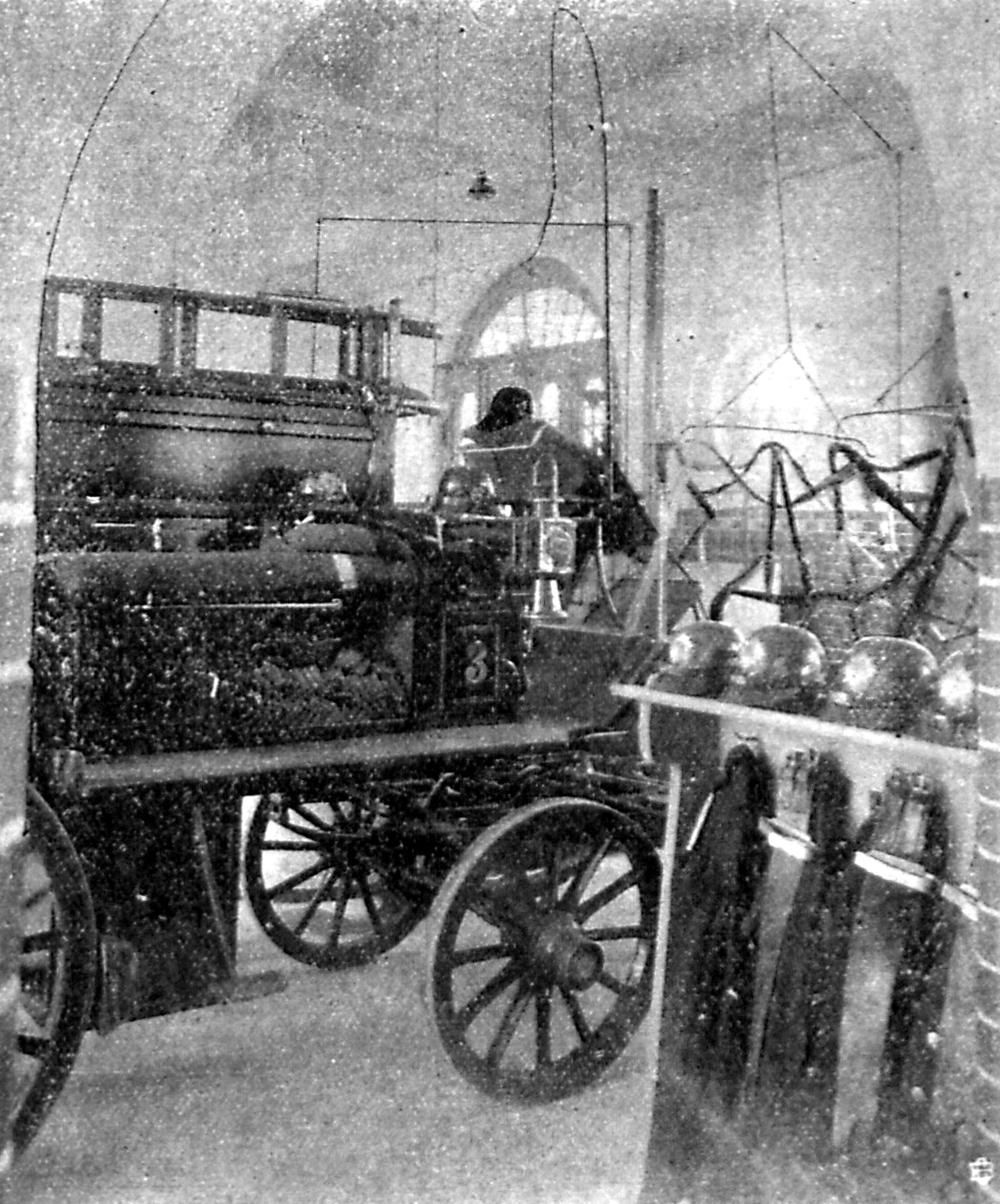
Am Stand eines Alarmfahrzeuges

Vor dem eigentlichen Wachtgebäude ist die Straße, Bei St. Johannis, durch das Zurückrücken der Alarmhalle auf 16 m und bei den die Halle einrahmenden Risaliten an der Seite (siehe Plan) auf 13 ½ m verbreitert worden. Eine unbeschwerte Ausfahrt im Alarmfalle war so ermöglicht worden.
Das Äußere des Hauptgebäudes war in einfachen entsprechenden Formen gehalten, die Innenausstattung dem Zweck entsprechend einfach gewesen. Eine Warmwasserheizung erwärmte das gesamte Gebäude.
Die Haupthalle (Alarmhalle), die den größten Teil des Erdgeschosses einnahm, verfügte über fünf Fahrzeugstände. Das Wenden entfiel, da jedes Fahrzeug ein Ausfahrtor zur Straße und ein Einfahrtstor vom Übungshof besaß. Somit waren die Hallenfahrzeuge sofort wieder einsatzbereit. Anfänglich befand sich in einem geschlossenen Stand für die Fahrzeugbespannung je ein Pferd links und rechts der Deichsel. Die Geschirre hingen an Haltern neben der Deichsel. Hinter den nur teilweise auf einem Bild sichtbaren Pferdeständen befanden sich in einem offenen Kleiderspind die Überröcke und Helme der Mannschaften und das einsatzbereite Fahrzeug. Bei Alarm kamen die Feuerleute an Stangen aus den über der Halle gelegenen Mannschaftsräumen heruntergerutscht, lösten die Pferde, brachten sie an die Deichsel und zogen das Geschirr, welches sich durch eine einfache Vorrichtung schließen ließ, herab. Nach dem Ertönen des Alarmzeichens war der Löschzug nach 30–35 Sekunden Abfahrbereit. Bei deren Rückkehr zur Wache fuhren die Fahrzeuge durch das Hoftor an der Fleischhauerstraße in den Hof und von dort in die Einfahrtstore der Alarmhalle auf deren Plätze. Hier wurden nun die Geschirre gelöst und abgehängt und die Pferde wieder in deren Stände gebracht. Ergo bestand wieder Alarmbereitschaft. Der Straßenverkehr wurde, da jeweils der Alarm und die Rückkehr in die Bereitschaft innerhalb der Halle stattfanden, dadurch nicht beeinträchtigt.
Nördlich der Halle befanden sich die Räume für die Fahrer und die Wohnung eines Feuerwehrmanns. Das erste Obergeschoß enthielt die Tagesräume der Feuer- und Oberfeuerwehrmänner, vier Schlafräume, zwei Werkstätten, ein Kleiderraum, ein Waschraum, ein Baderaum, eine Küche und Aborte. Drei weitere Räume dienten als Geschäftszimmer, Unterrichts- und Sammlungszimmer. Zwischen den 2. Obergeschossen, dem Dachgeschoß des Mittelteils, befanden sich Kammern für Uniformen, Ausrüstungsgegenstände, sowie der Futterboden.
Südlich der Halle befand sich auf der einen Seite des Erdgeschosses die Telegraphenzentrale seitlich vom Gebäudehaupteingang. Auf der anderen Seite des Eingangsflures waren zwei Räume für die Sanitätswache eingerichtet worden. Außerdem waren dort zwei weitere Geräteräume. Im zweiten Obergeschoss wohnte der Brandmeister.

##### Telegraphenzentrale
Eine Neuerung war die südlich der Alarmhalle an der Ecke zur Fleischhauerstraße gelegene Telegraphenzentrale. Neben dem im Erdgeschoss befindlichen Telegraphenzimmer befanden sich der Aufenthaltsraum für die Telegraphisten und das Meldezimmer.
Bei der Übermittlung einer Feuermeldung durch einen der Feuermelder fand nun eine automatische Alarmierung statt: die Nummer des betreffenden Melders erschien auf einem in der Halle befindlichen Tableau. Bei jeder anderen Feuermeldung wurde durch einen Handgriff die Alarmierung der gesamten Wache ausgelöst. Bei Dunkelheit schaltete zudem die gewöhnliche Beleuchtung durch Gasglühlicht im Alarmfall automatisch auf die elektrische Alarmbeleuchtung in Form von Glühlampen in der Halle und den Mannschaftsräumen sowie die zwei Bogenlampen an der Vorderfront ein. Wenn der Löschzug die Wache verlassen hatte, wurde die Alarmbeleuchtung wieder auf die gewöhnliche Beleuchtung zurückgeschaltet.

##### Steigerhaus und Reserve-Haus

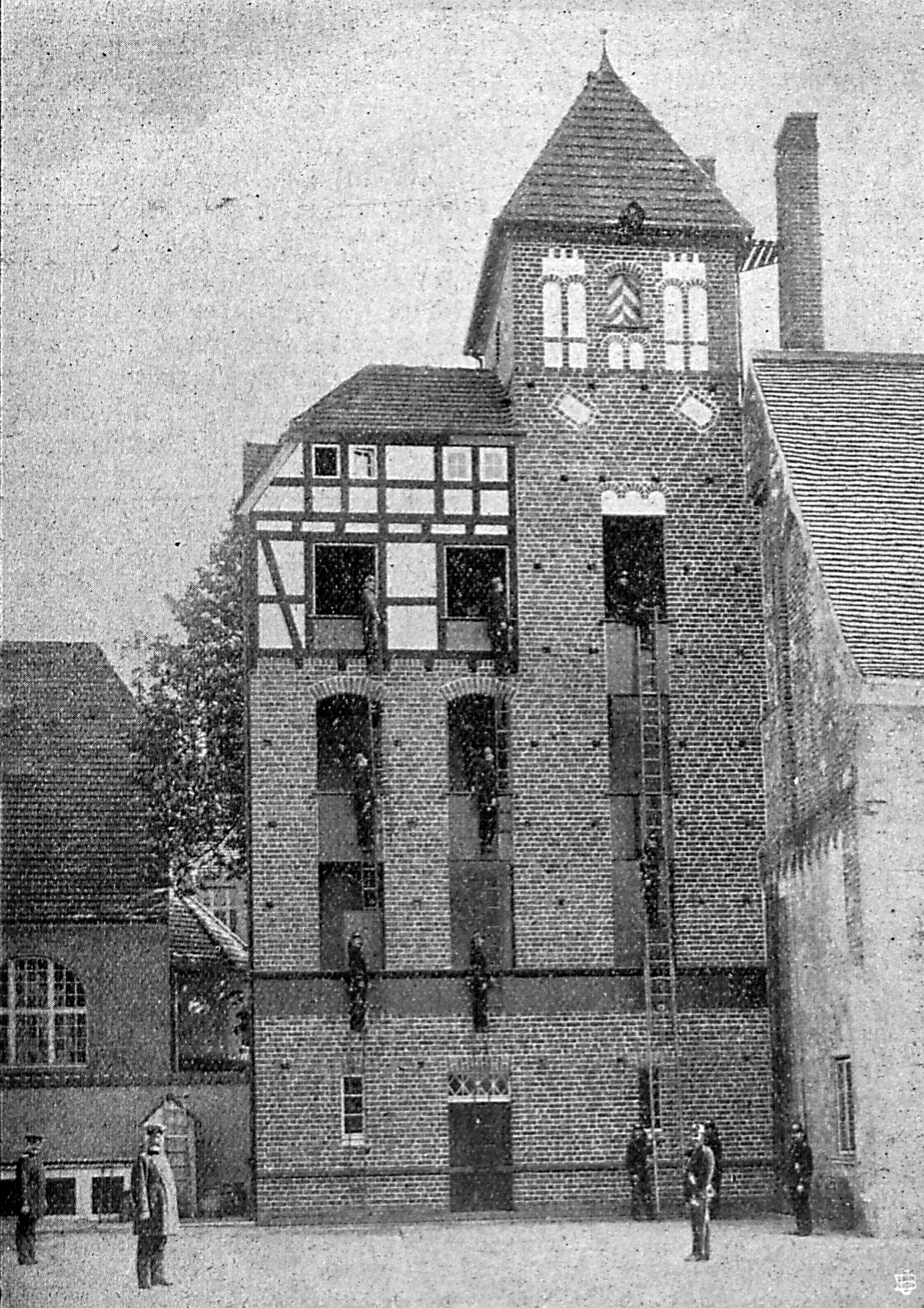
Steigerhaus

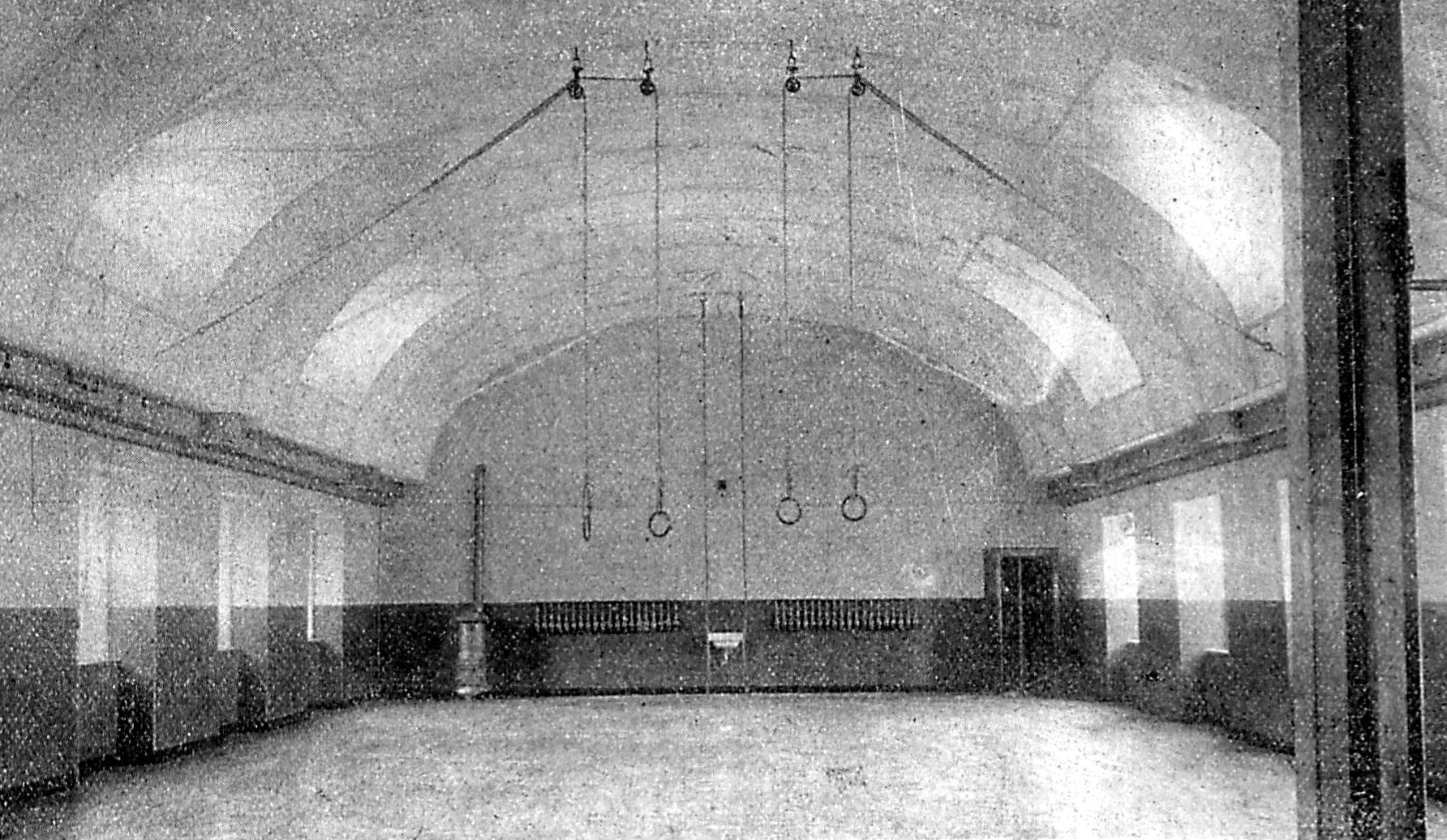
Turnsaal im Obergeschoss

Ab dem hinter dem Hauptgebäude sich befindenden Übungshof lagen der Rest des Klosters und das alte Mühlengebäude. Die eigentliche Mühle war in dem Kloster, das in seinen letzten Hauptbestandteilen als letzter Rest des Klosters bei der neuen Zweckbestimmung erhalten werden konnte, untergebracht. In dem Reservehaus befanden sich für die Zwecke der Feuerwehr zwei Reserve-Hallen für 12 Reserve- und Hilfsfahrzeuge, wie Werkstätten, ein Reservestall, mehrere kleine Nebenräume und ein teils in das Dach hineingebauter Turnsaal. Des Turnsaals hauptsächliche Geräte waren Klettertaue, Stangen, Recks und Keulen zum Kräftigen der Armmuskeln. Zudem waren in dem Haus noch vier kleinere Wohnungen für Mitglieder der Feuerwehr untergebracht. Am Westgiebel des Mühlengebäudes war der Steigerturm. An dem südlichen Ostgiebel des Hauptgebäudes befand sich ein kleiner Unterstand zum Putzen der Pferde.

##### Direktionsgebäude
In dem zur Fleischhauerstraße hin gelegenen alten Wohngebäude war im Obergeschoss die Wohnung des Branddirektors eingerichtet worden, während sich anfangs im Erdgeschoß die Geschäftszimmer der Direktion der Feuerwehr und der Baupolizeiabteilung befanden.

### Automobilspritze

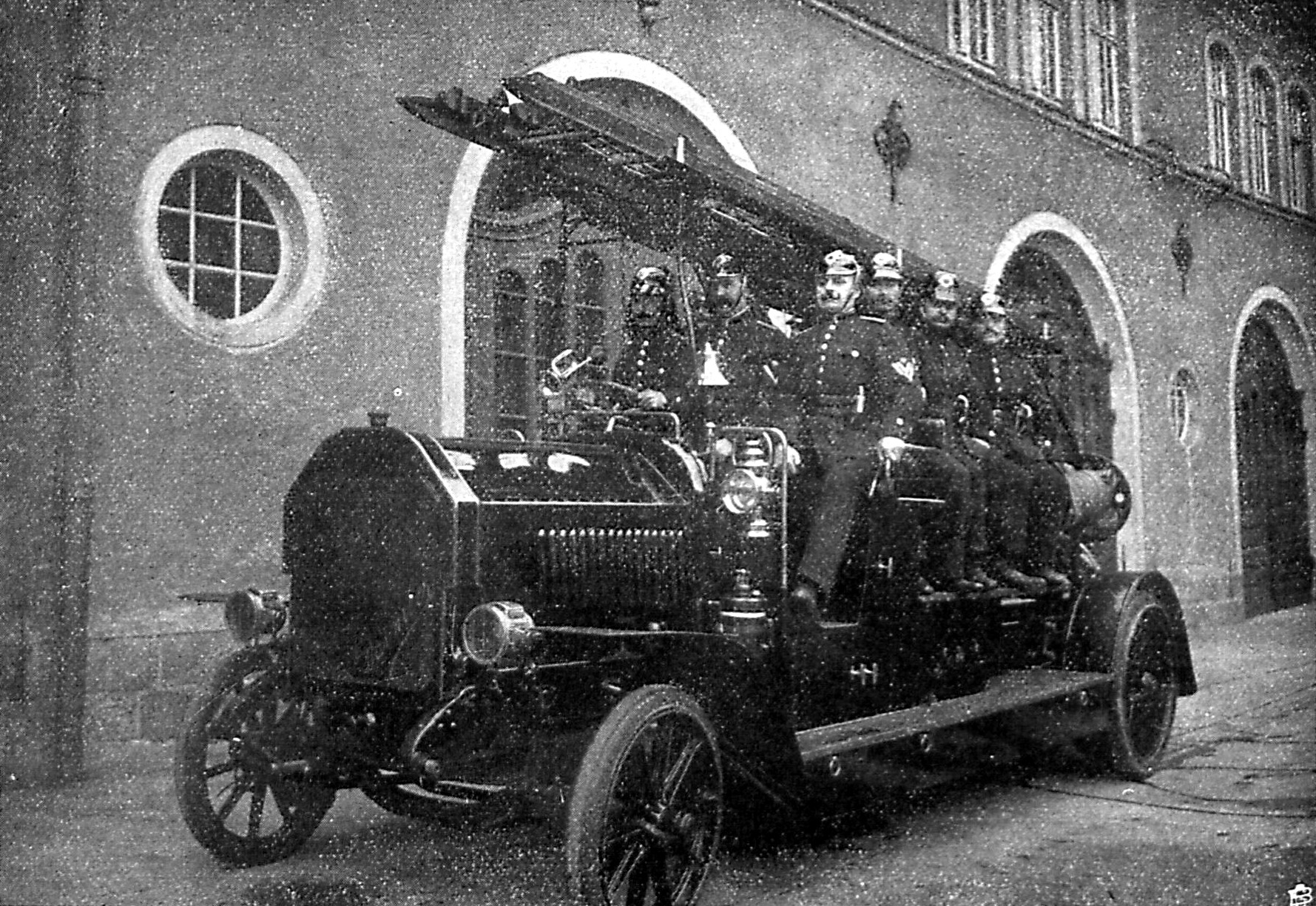
Bemannt und zur Abfahrt bereit.

Dem Bemühen von Branddirektor Deditius war es zu danken, dass 1912 die erste nach neuesten Erkenntnissen gebaute Automobilspritze angeschafft wurde.
Es handelte sich um ein leuchtend rotes Fahrzeug, das mit 40 Kilometer pro Stunde in der Ebene mit neun Feuerwehrleuten zum Einsatzort fahren konnte. Die Spritze führte außer der Besatzung eine Ausschiebeleiter, zwei Hakenleitern, eine Stockleiter, einen Rauchschutzapparat mit Sauerstoffkoffer vom Drägerwerk, einen Samariterkasten und einen Werkzeugkasten mit sich. Die Pumpe kam von der Fabrik Nagel & Kaempp aus Hamburg, der Aufbau teils von der Waggonfabrik Busch, teils aus den eigenen Werkstätten.
Der 45 PS starke Fahrzeugmotor diente durch Umschaltung auch der Hochdruckzentrifugalpumpe mit einem Druck von 12 Atmosphären. Sie war in der Lage, bis zu 2000 Liter pro Minute bis zu 100 Meter hoch zu werfen. Durch Schlauchteilung konnte sie 6–9 Schläuche gleichzeitig bedienen. Das Wasser konnte gleichzeitig mit zwei Schläuchen aus den Hydranten, durch ein Saugrohr mit Reinigungsventil und selbstständigem Verschluss oder aus dem freien Wasser bis zu einer Höhe von 10 Metern aufgenommen werden.
Die Automobilspritze für sich war seinerzeit hinreichend für eine Stadt mit 25.000 Einwohnern.

### Rüstwagen mit Kran
Im März 1963 erhielt die Berufsfeuerwehr einen mit 170 PS mehr als das Doppelte seines Vorgängers leistenden Rüstwagen.
Zum Ernstfall kam es am 4. Dezember, als das Seifenhaus „Hansa“ an der Ecke Königstraße / Dr.-Julius-Leber-Straße brannte. Was dort nicht von den Flammen ergriffen wurde, verschmutzte die schwarze Rauchentwicklung der brennenden Kunststoffe so stark, dass sie unverkäuflich wurden.